# Praszywa
Praszywa (cz. Prašivá, 843 m n.p.m.) – szczyt górski w północno-zachodniej części Pasma Ropicy w Beskidzie Morawsko-Śląskim w Czechach.
Poniżej Praszywej pasmo Ropicy ku północnemu zachodowi obniża się nad wsie Ligota Górna i Dobracice, gdzie ostatnim szczytem jest Mała Praszywa, na której znajduje się drewniany kościół św. Antoniego Padewskiego i schronisko.
Szczyt w większości zalesiony, ograniczone widoki jedynie z wyrębów.

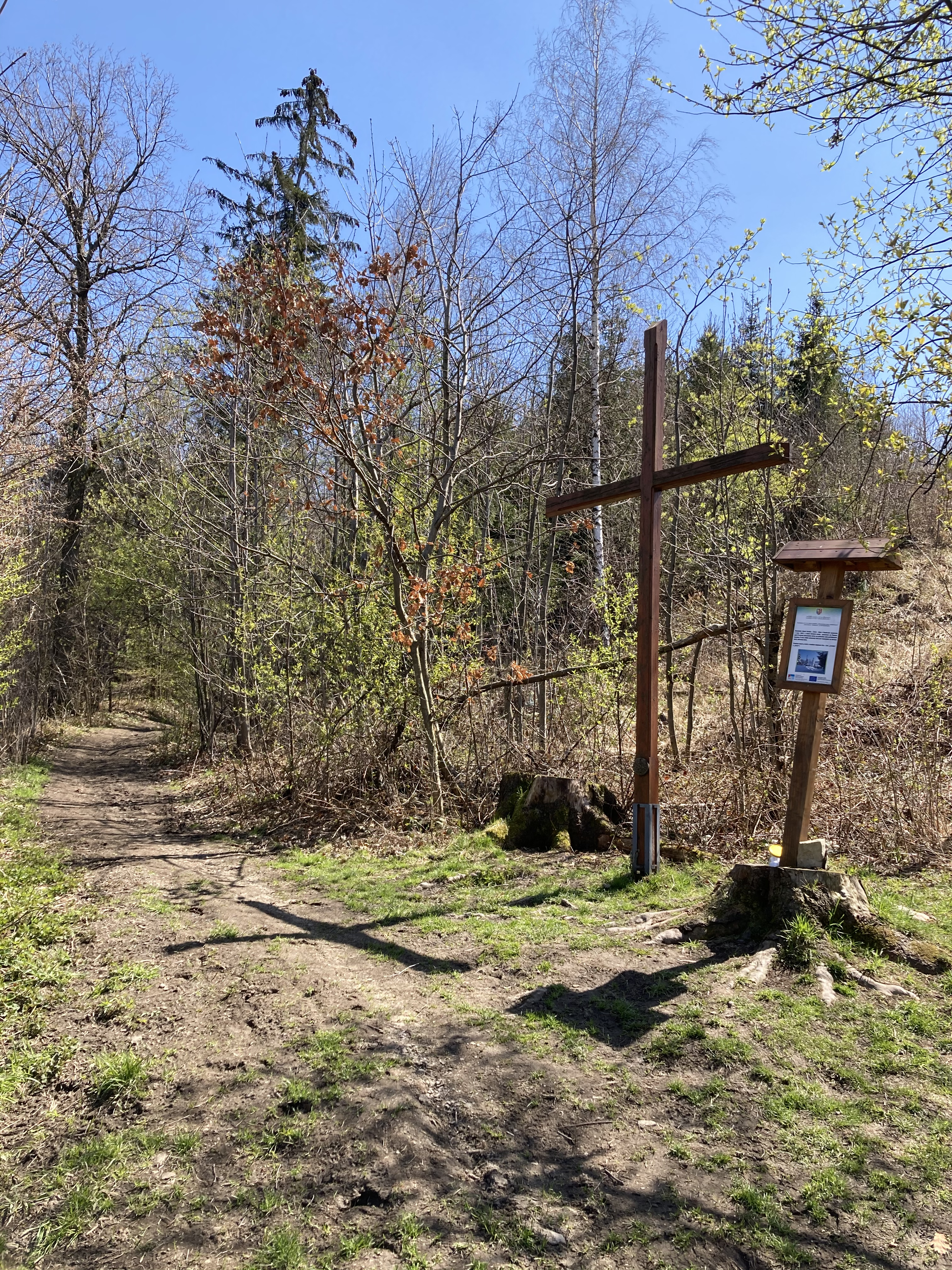
Krzyż pod Praszywą

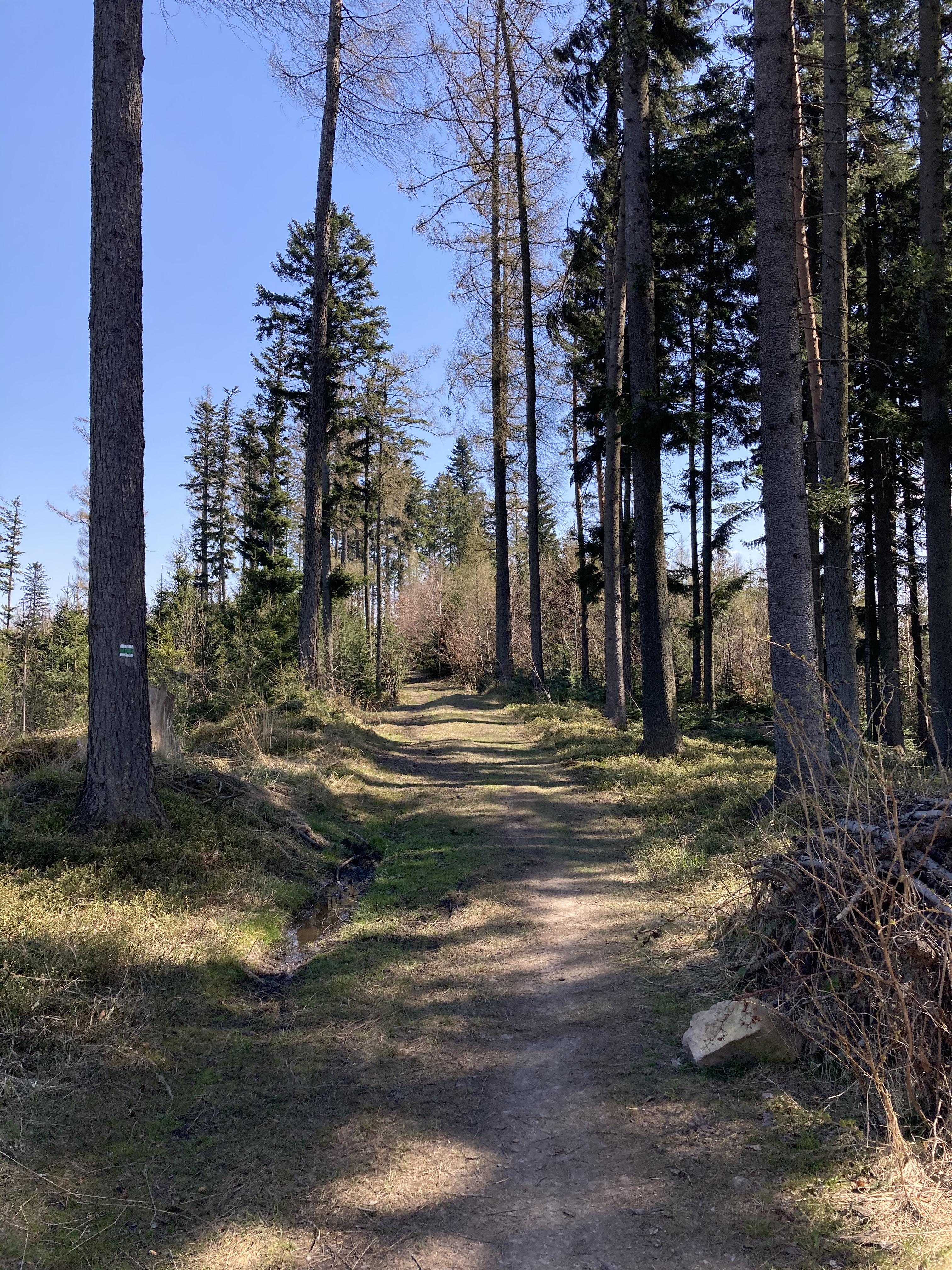
Zielony szlak turystyczny